# Marie Elisabeth Müller

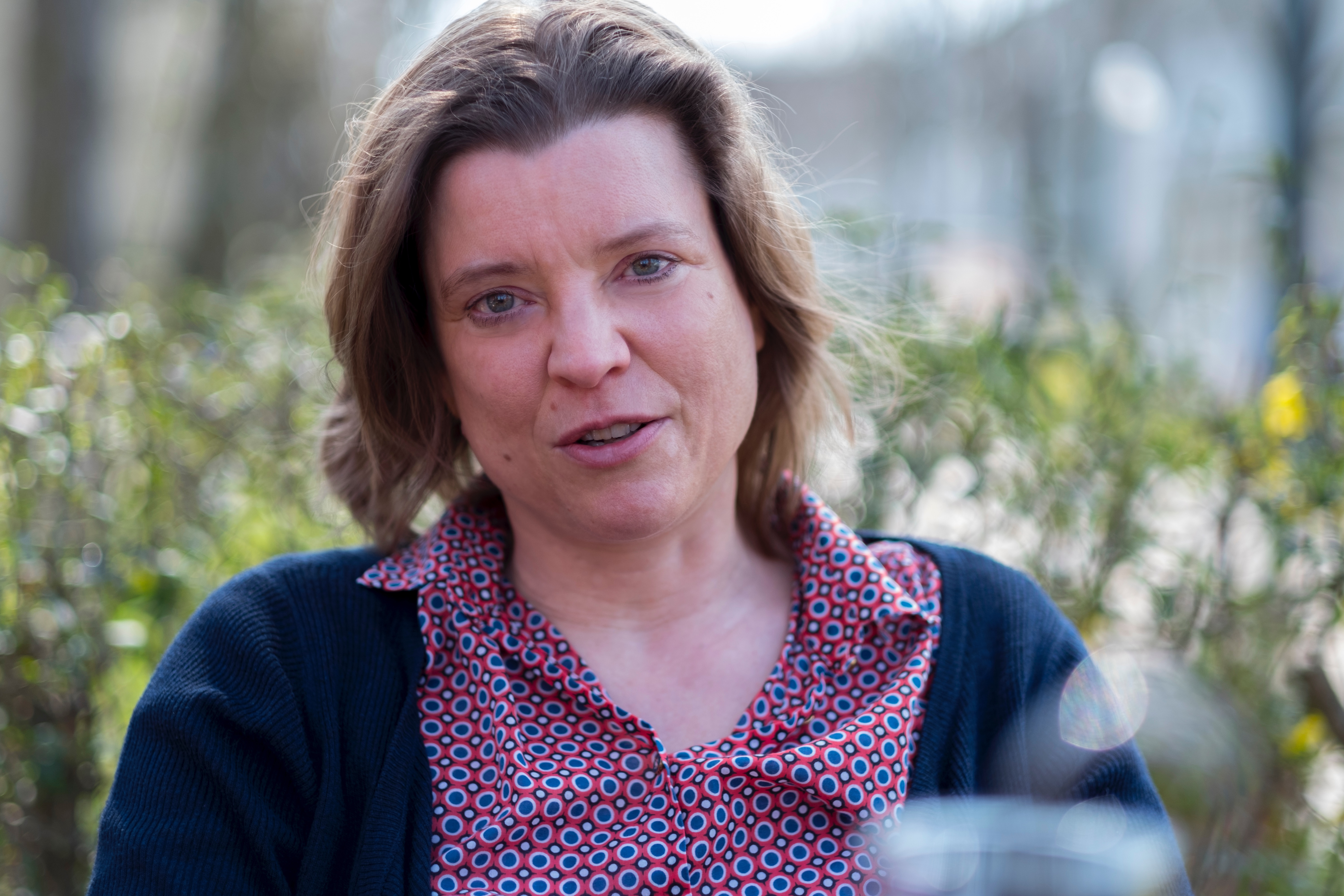
Marie Elisabeth Müller (2017)

Marie Elisabeth Müller (* 21. April 1966 in Düsseldorf) ist eine deutsche Hochschullehrerin, Journalistin, Autorin und Beraterin.

## Leben und Wirken
Marie Elisabeth Müller wuchs mit drei Geschwistern in Düsseldorf im elterlichen Pfarrhaus auf, in unmittelbarer Nachbarschaft zur Paul-Gerhardt-Kirche. Ihr Großvater Julius Müller gründete vor dem Ersten Weltkrieg eine Buchdruckerei in Duisburg, die den Zweiten Weltkrieg nicht überdauerte, und später wieder eröffnet wurde. Der Zweite Weltkrieg, der Holocaust und die Deutsche Geschichte des 20. Jahrhunderts sind wiederkehrende Themen in Müllers Arbeit.
Nach einem Magisterstudium in Literatur, Philosophie und Linguistik an der Heinrich-Heine-Universität Düsseldorf und der Eberhard Karls Universität Tübingen promovierte sie 1998 an der Universität Konstanz bei Joachim Paech in Medienwissenschaft. In ihrer Dissertation entwickelte sie eine Ästhetik des digitalen Storytellings im zeitgenössischen Film und Peter Greenaways Featurefilmen.
Parallel arbeitete Müller seit 1992 als Journalistin, Redakteurin und Produzentin für SWR2 in Stuttgart und Baden-Baden. Ab 2004 unterrichtete sie an der University of Nairobi und lebte vier Jahre in Kenia. Zwischen 2010 und 2014 war sie als Journalistin, Autorin und Hochschullehrerin in Berlin tätig. Ab September 2014 unterrichtete Müller für fünf Jahre als Professorin das Fach Internationales Redaktions- und Kommunikationsmanagement an der Hochschule der Medien (HDM) in Stuttgart, bevor sie sich als Kommunikationsberaterin selbständig machte. Sie lehrt an Hochschulen und Akademien, berät Unternehmen und Organisationen und publiziert Bücher.
2020 erhielt Müller den Gisela-Bonn-Preis der Deutsch-Indischen Gesellschaft (DIG) und des Indian Council of Cultural Relations (ICCR) für ihre Leistungen beim Aufbau und der fachlichen Begleitung des „Gundert Museum and Study Centre“ in Thalassery, Kerala. 2022 wurde sie beim Filmfest München gemeinsam mit Steffen Boseckert, Marcus Klöppel, Elena Kounadis, Diana Mantel, Samuel Tomas und Ulrike Werner für das crossmediale Projekt Kurt, bei dem sie als Autorin, Dramaturgin, Content Strategin sowie Koordinatorin und Sprecherin beteiligt war, mit dem 1. Platz des Fritz Gerlich Preises in der Kategorie „Transmediapreis“ ausgezeichnet.
Marie Elisabeth Müller lebt in Düsseldorf.

## Werke

### Sachbuch
- Passagen des Sinns. Eine ästhetische Theorie ereignishafter Darstellung. Über paradoxe Sinnserien, informelle Fakes und Peter Greenaway’s Featurefilme. Dissertation. Königshausen & Neumann, Würzburg 1999, ISBN 3-8260-1627-0.
- mit Viktoria Hertling: Mietek Pemper. Der rettende Weg. Schindlers Liste – Die wahre Geschichte. Hoffmann und Campe, Hamburg 2005, ISBN 978-3-455-50183-4

Englisch: The road to rescue. The untold story of Schindler’s list. The Other Press, New York 2008.
- mit Harald Eichsteller, Devadas Rajaram (Hrsg.): #Innovationtelling – understanding the latest trends in mobile journalism, media innovation and virtual reality for storytellers. Nomos, Baden-Baden 2017, ISBN 978-3-8487-3812-0.
- mit Devadas Rajaram: Social Storytelling. Wie Storytelling heute in Social Media funktioniert. Rheinwerk, Bonn 2021, ISBN 978-3-8362-7812-6.

### Hörspielbearbeitungen
- Night Train. Nach dem Roman von Martin Amis. Stuttgart 2000 (60 min.) für die MDR Hörspielabteilung Leipzig/2001 DAV Berlin.
- mit Norbert Schaeffer: Gestürzter Engel. Nach dem Roman von Per Olov Enquist. Stuttgart 1998 (60 min.) für die SWR2 Hörspielabteilung Baden-Baden.
- Hüseyin Cirpice, Joachim Dicks: Nach Süden. Über Vincent van Gogh. Feature. Audio-Verlag, Berlin 2003, ISBN 978-3-89813-243-5.